# Џејмс Конели
Џејмс „Џим” Конели (енгл. James "Jim" Connelly; Тиминс, 7. октобар 1932) некадашњи је канадски хокејаш на леду који је током каријере играо на позицијама деснокрилног нападача. 
Као члан сениорске репрезентације Канаде учествовао је на ЗОИ 1960. у Скво Валију када је селекција Канаде освојила сребрну медаљу. Конели је на 7 одигранич утакмица на том олимпијском турниру имао учинак од 8 поена, од тога 5 голова. 